# Star Serial Corporation
Star Serial Corporation, nome pelo qual era creditada a Eddie Polo Productions foi uma companhia cinematográfica que teve uma única produção, lançada em 1922, o seriado Captain Kidd, com Eddie Polo.

## Histórico

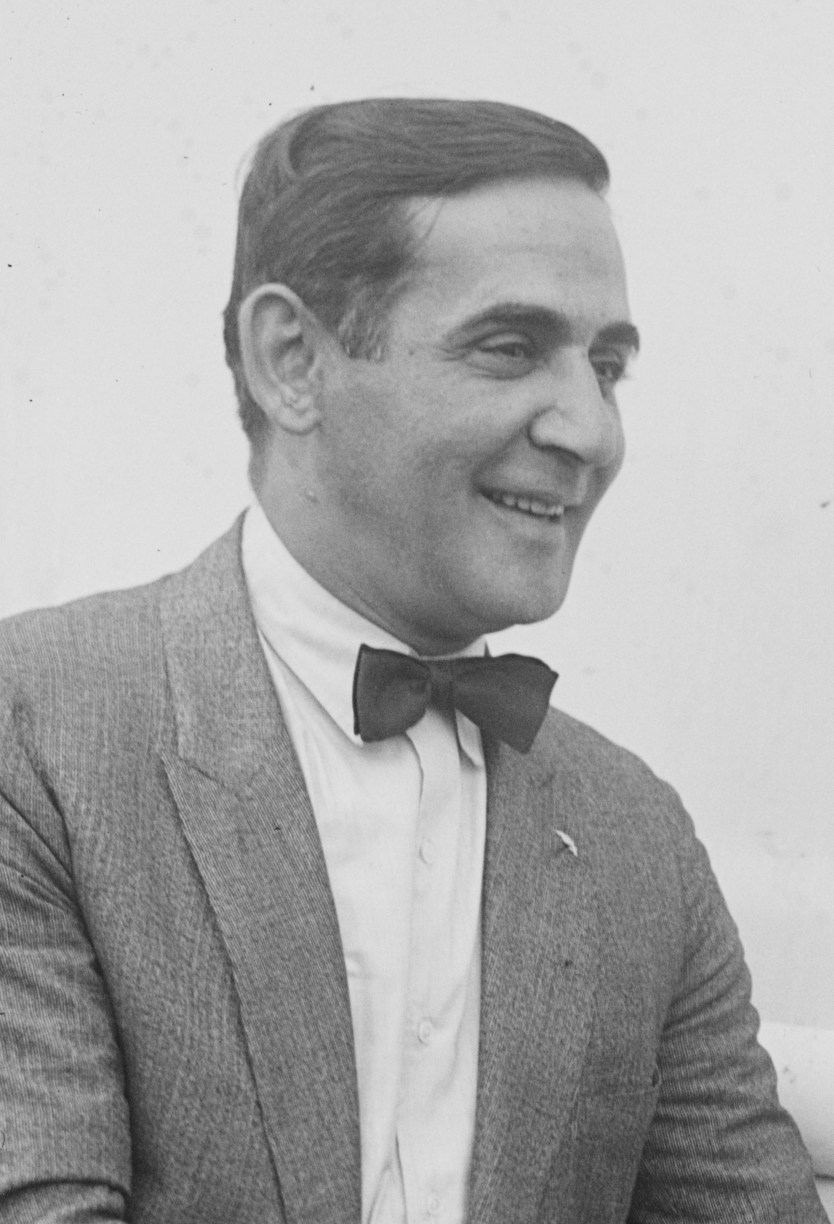
Eddie Polo, ator que formou a Eddie Polo Productions para produzir seus seriados.

Mediante o sucesso do ator Eddie Polo na Universal Pictures, foi formada a Eddie Polo Productions, ou Star Serial Corporation, com o objetivo de produzir os seriados do ator. O produtor Joseph Brandt se tornou presidente da companhia em abril de 1921. Não hove sucesso, porém, e após uma única produção, o seriado Captain Kidd, a companhia encerrou suas atividades.

## Filmografia
- Captain Kidd (1922)[4]